# Ayşe Sultan (Murad IV)
Ayşe Sultan, död efter 1679, var en gemål (slavkonkubin) till den osmanska sultanen Mustafa IV. 
Hon uppges ha varit från Grekland. Hon föll offer för slavhandeln och hamnade i det kejserliga osmanska haremet, där hon blev konkubin till sultanen 1627. Hon blev mor till fyra barn med sultanen. 
Hon uppges ha varit en av hans favorit, och fick därför titeln Haseki Sultan 1628. Hon beskrevs som vacker på utsidan men dess motsats på insidan, och är känd för sitt dåliga förhållande till Kösem Sultan.